# Ісідор Даньян
Ісідор Даньян (фр. Isidore Dagnan; жовтень 1794, Марсель — 8 листопада 1873, Париж) — французький художник-пейзажист і малювальник.

## Біографія
Представник Барбізонської школи І. Даньян в основному писав сільські та міські пейзажі Південної Франції, Італії та Швейцарії. Живописець відкидав академічні традиції, прагнучи реалістичного зображення природи та сільського життя.
Дебютував у 1819 році, виставивши свої роботи у Паризькому салоні. Кілька років жив у Ліоні, потім у Греноблі, викладаючи живопис та малюнок, — у Даньяна брали уроки Каміль Піссарро та Жан Ашар (1807—1884).
Кавалер Ордену Почесного легіону (1836).